# Zeeman textielSupers

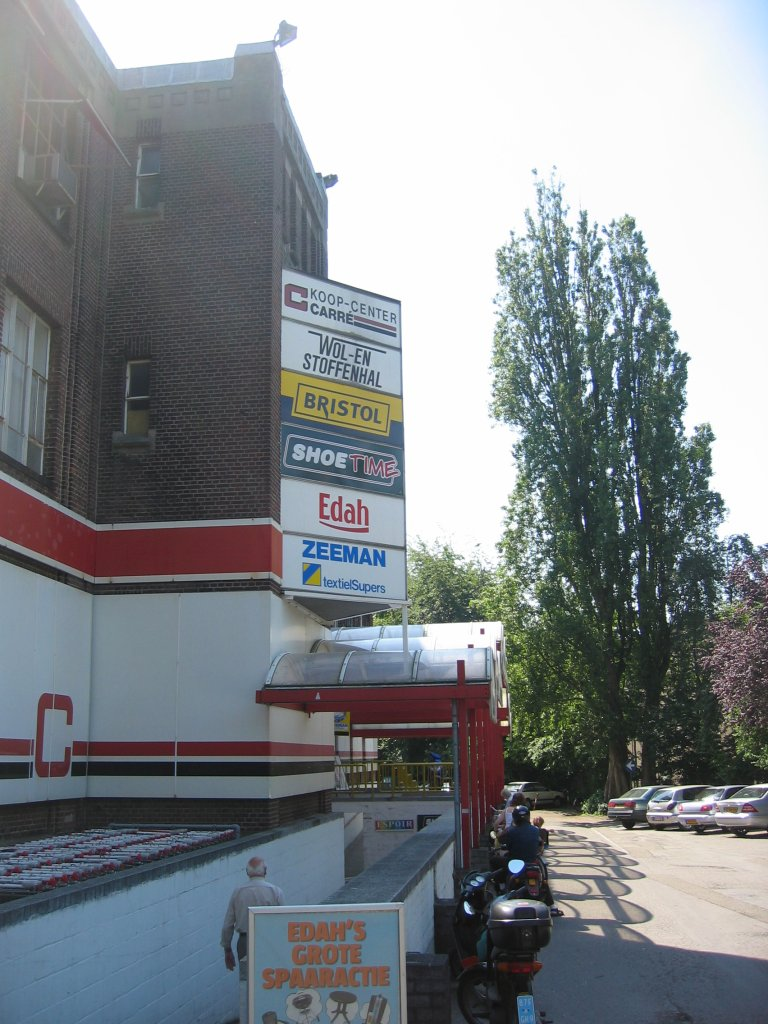
Zeemann in Koop-Center Maastricht

Die Zeeman Groep B.V. ist die Konzernobergesellschaft eines Textilhandelsunternehmens mit etwa 1.300 Filialen in den Niederlanden, Deutschland, Österreich, Belgien, Frankreich und Luxemburg mit Hauptsitz in Alphen aan den Rijn.

## Geschichte

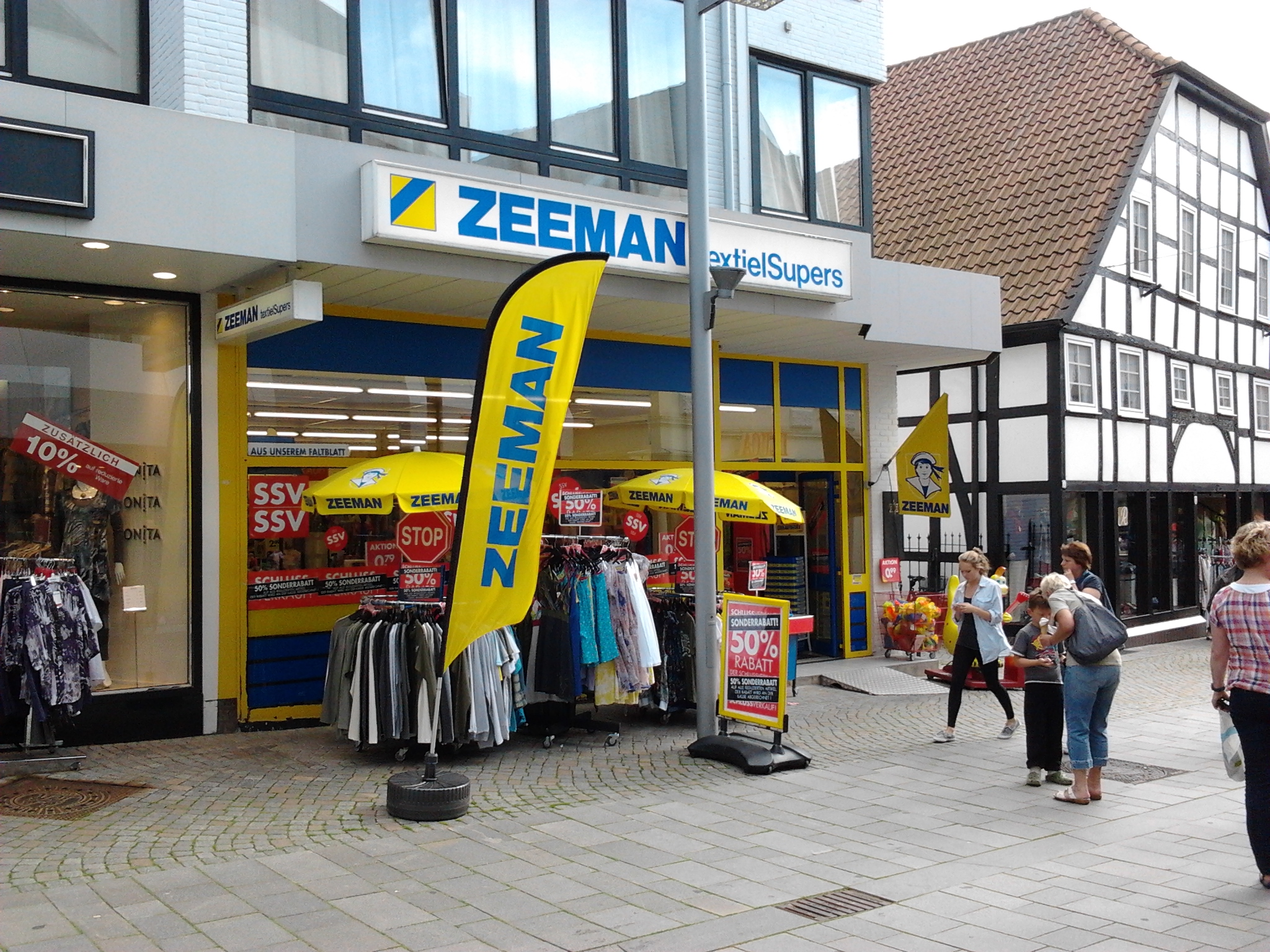
Deutsche Zeeman-Filiale in Bünde

Der erste Laden wurde im März 1967 durch Jan Zeeman (1942–2020) in Alphen aan den Rijn eröffnet. Zunächst war es eine Art Supermarkt für Kleidung. Durch gute Verkaufszahlen konnte bald eine zweite Filiale eröffnet werden. Das Distributionszentrum liegt immer noch in Alphen aan den Rijn in den Niederlanden.
1999 zog Jan Zeeman sich zurück aus dem Tagesgeschäft und übergab es in die Hände von Ex-Kijkshop Direktor Paul Schouwenaar. Schouwenaar verließ den Betrieb im September 2006 und wurde von Bart Karis zum Januar 2007 abgelöst. Zeeman blieb Eigentümer des Betriebs. Am 2. Juni 2020 verstarb der Gründer und Inhaber Jan Zeeman im Alter von 78 Jahren. Er gehörte zu den 25 reichsten Menschen in den Niederlanden.

## Erscheinungsbild
Das Logo, in blau-weiß-gelb gehalten, bildet einen Seemann (niederländisch Zeeman) ab. Das Basissortiment besteht zum überwiegenden Teil aus Textilien und Kleidung der untersten Preiskategorie sowie einem wechselnden Sortiment an Nichttextilien. Die meist aus Fernost stammenden Kleidungsstücke liegen wie auf einem Markt lose und offen in Metallkörben.